# Simulium tongbaishanense
Simulium tongbaishanense är en tvåvingeart som beskrevs av Chen 2006. Simulium tongbaishanense ingår i släktet Simulium och familjen knott. Inga underarter finns listade i Catalogue of Life.